# Guttmacher Institute
Le Guttmacher Institute (anciennement The Alan Guttmacher Institute) est un institut de recherche qui fournit des statistiques sur le contrôle des naissances et l'avortement aux États-Unis et dans le monde. Les recherches statistiques qu'il a menées pendant près de cinq décennies sont bien reçues dans le milieu scientifique. Son action a montré que les données scientifiques, si elles sont obtenues et analysées de manière fiable, présentées de manière compréhensible et diffusées systématiquement, peuvent influencer les politiques de santé publique, les programmes électoraux et les pratiques médicales.
Fondé en 1968, le Guttmacher Institute est nommé en l'honneur d'Alan Guttmacher, ancien président de la Fédération américaine pour la parenté planifiée (Planned Parenthood). Sa création répond à l'appel de Lyndon Johnson et de Richard Nixon sur le problème des grossesses non désirées. L'organisation a des bureaux à New York et à Washington D.C.. En 2004, il avait des revenus annuels de 6,9 millions de dollars, des dépenses de 7,8 millions et des réserves de 16,9 millions.

## Données de l'IAG
- Une femme sur 8 333 meurt d'un avortement ;
- 60 % des filles américaines ont eu des rapports sexuels avant l'âge de 15 ans ;
- Il y a environ 46 millions d'avortements par année (entre 42 et 50 millions) ;
- On compte 6,3 millions de grossesses involontaires chaque année aux États-Unis.